# Манеев, Алексей Климентьевич
Алексей Климентьевич Манеев (15 апреля 1921, Роги, Гомельская губерния — 2016 — 2016) — советский (белорусский) философ

, специалист по философским проблемам естествознания и логике.

## Биография
Родился 15 мая 1921 в деревне Роги (ныне — в Гомельском районе Гомельской области). Окончил среднюю школу (медтехникум).
1940 год — призван в Красную Армию.
Участник Великой Отечественной войны.
1951 год — окончил Белорусский государственный университет: отделение логики, психологии и русского языка.
1951—1953 годы — аспирант Белорусского государственного университета.
1954 год — переводчик в БЕЛТА при Совете Министров БССР.
1954—1991 годы — сотрудник Института философии и права АН БССР, где в 1955 году защитил кандидатскую диссертацию на соискание учёной степени кандидата философских наук: наименование диссертации «О предмете логики»

## Научные достижения
Автор оригинальной концепции биопсиполя — биополевой сущности человека, индивидуального бессмертия на основе биопсиполя, континуально-полевой субстанции Мироздания и структурного импульсно-энергетического эффекта. Идеи А. К. Манеева оказались весьма созвучными мировоззренческим доминантам русского космизма. Автор лженаучной работы «К критике обоснования теории относительности».